# Könyökizom

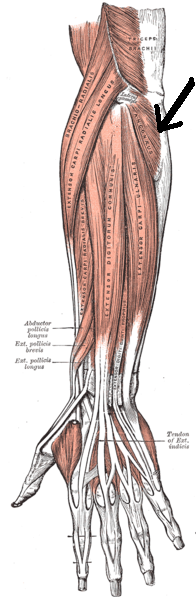
Az alkar izmai (a nyíl mutatja a könyökizmot)

A könyökizom (latinul musculus anconeus) egy izom az ember felső alkari részén.

## Eredés, tapadás, elhelyezkedés
A felkarcsont (humerus) külső könyökdudoráról (epicodylus lateralis humeri) ered. A singcsont (ulna) proximalis részének lateralis oldalán tapad.

## Funkció
A háromfejű karizommal (musculus triceps brachii) együtt feszíti az alkart. Stabilizálja a könyök ízületet. Távolítja a singcsontot miközben forog.

## Beidegzés, vérellátás
A nervus radialis (C7, C8, T1) idegzi be és az arteria profunda brachii valamint a arteria interossea recurrens látja el vérrel.